# Rade Marković

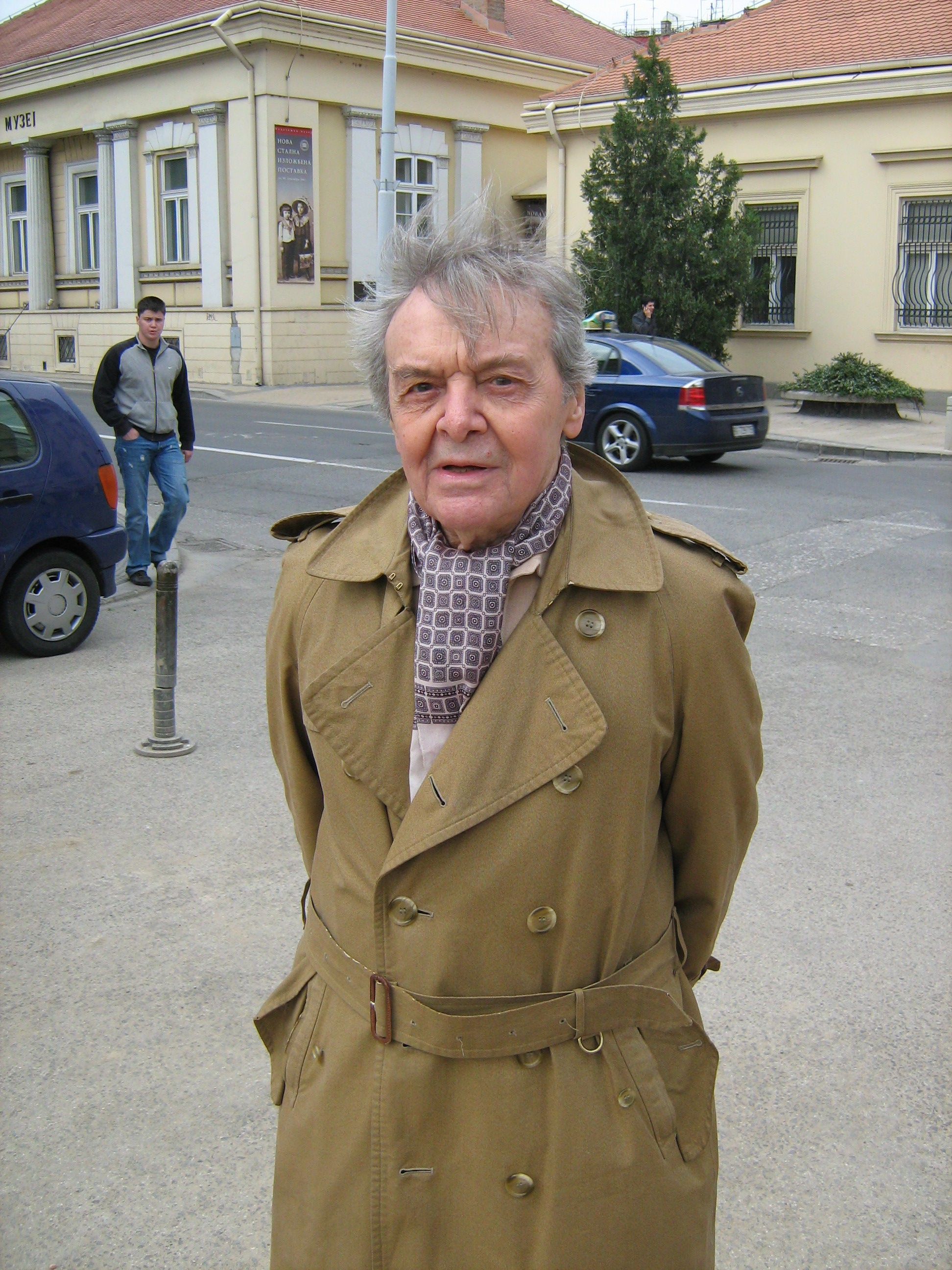
Rade Marković (2009)

Radomir „Rade“ Marković (serbisch-kyrillisch Радомир „Раде“ Марковић; * 14. Oktober 1921 in Belgrad; † 10. September 2010 in Zabok, Gespanschaft Krapina-Zagorje, Kroatien) war ein jugoslawischer Schauspieler.

## Leben
Rade Marković studierte zunächst an der technischen, dann an der philosophischen Fakultät der Universität Belgrad und sammelte erste Bühnenerfahrungen in einer Amateurtheatergruppe. Lange Jahre spielte er am Belgrader Schauspieltheater, unter anderem in Bertolt Brechts Der gute Mensch von Sezuan und Arthur Millers Hexenjagd. Ab 1947 war Marković auch beim Film beschäftigt. Er war häufig als Held des Widerstands gegen die deutschen Besatzer im Zweiten Weltkrieg besetzt, verkörperte jugoslawische Partisanen, aber auch einen Gestapo-Offizier. Zu seinen bekanntesten Rollen gehören die des Partisanenausbilders in Radenko Ostojićs Saša (1962) und des Organisator eines Anschlages auf ein Armeelager in Časlav Damjanovićs Bomba u 10.10 (1967). Marković spielte auch in tschechischen und bulgarischen Filmen. Für seine Rolle als romantischer Deserteur im Ersten Weltkrieg in Der Pfirsichdieb (1964) des bulgarischen Regisseurs Walo Radew erhielt er den Darstellerpreis des nationalen bulgarischen Filmfestivals in Warna. Ab Ende der 1960er Jahre trat Rade Marković auch in zahlreichen Fernsehproduktionen auf, seit den 1970er Jahren spielte er in mehreren erfolgreiche Komödien, bei denen sein Sohn Regie führte.
An der Akademie für Theaterkunst in Novi Sad lehrte Rade Marković Schauspiel.

### Familie
Rade Marković und seine erste Ehefrau, die Schauspielerin Olivera Marković, sind die Eltern des Regisseurs Goran Marković.

## Filmografie (Auswahl)
- 1948: Unsterbliche Jugend (Besmrtna mladost), Regie: Vojislav Nanović
- 1953: Die Sonne ist fern (Daleko je Sunce), Regie: Radoš Novaković
- 1958: Drei Wünsche (Tři přání), Regie: Ján Kadár und Elmar Klos
- 1962: Sascha (Saša), Regie: Radenko Ostojić
- 1964: Der Pfirsichdieb (Kradezat na praskowi), Regie: Walo Radew
- 1965: Die Untersuchungen gehen weiter (Druga strana medalje), Regie: Fadil Hadžić
- 1967: Bombe 10.10 Uhr (Bomba u 10.10), Regie: Časlav Damjanović
- 1971: Sehnsucht genannt Anada (Touha zvaná Anada), Regie: Ján Kadár und Elmar Klos
- 1972: Einer ist Sarajevo (Valter brani Sarajevo), Regie: Hajrudin Krvavac
- 1973: Die fünfte Offensive – Kesselschlacht an der Sutjeska (Sutjeska), Regie: Stipe Delić
- 1979: Die nationale Klasse bis zu 785 cm³ (Nacionalna klasa do 785 cm³), Regie: Goran Marković
- 1980: Majstori, majstori!, Regie: Goran Marković
- 1983: Wie ich systematisch durch Verrückte vernichtet wurde (Kako sam sistematski uništen od idiota), Regie: Slobodan Šijan
- 1984: The Secret Diary of Sigmund Freud, Regie: Danford B. Greene